# Julie Bräuning
Julie Bräuning (* 7. Oktober 1977 in Basel) ist eine Schweizer Schauspielerin, Sprecherin und Autorin von Radiostücken.

## Leben und Karriere
Julie Bräuning absolvierte ihre Schauspielausbildung an der Theaterhochschule Zürich.
Von 2000 bis 2005 war sie Ensemblemitglied des Bochumer Schauspielhauses. Sie spielte dort unter anderem in den Stücken: Helges Leben, Bluthochzeit, Weit von hier, Das Käthchen von Heilbronn und Romeo und Julia mit. 2003 trat sie in Bochum in der Uraufführung von Helge Schneiders Musical Mendy – das Wusical in der Titelrolle der Wendy auf. Als Wendy gastierte sie 2004 auch an der Volksbühne am Rosa-Luxemburg-Platz in Berlin.
2005 wurde Julie Bräuning als „beste Nachwuchsschauspielerin“ in Nordrhein-Westfalen ausgezeichnet.
Ab 2005 war Julie Bräuning in mehreren Stücken als Gast am Schauspielhaus Zürich zu sehen. Seit 2005 arbeitet sie als freie Schauspielerin und gastierte u. a. 2006 am Thalia Theater in Hamburg (in Kooperation mit dem „Young Directors Projekt“ der Salzburger Festspiele) als Hero in David Böschs Shakespeare-Inszenierung Viel Lärm um nichts. Ferner arbeitete sie 2007 am Düsseldorfer Schauspielhaus. In der Spielzeit 2007/08 trat sie am Deutschen Theater in Berlin in der deutschsprachigen Erstaufführung von Dennis Kellys Theaterstück After the End auf. 2009 gastierte sie am Luzerner Theater in der Schweizer Premiere von Juli Zehs «Corpus Delicti».
Sie wirkte auch in Film- und Fernsehproduktionen mit, realisierte eigene Projekte am Theater und für den Rundfunk und übernahm die dramaturgische Begleitung von Jugendtheater- und Schulprojekten. 2015 erhielt sie ein Hörspielstipendium der Filmstiftung NRW.
Bräuning, die mittlerweile als Dozentin im Bereich „Weiterbildung“ an der Schule für Gestaltung Basel arbeitet, lebt mit ihrem Ehemann, dem Schauspieler Urs Peter Halter, in Basel.

## Radio
- 2011–2013: Nachrichtensprecherin für Deutschland Radio Wissen
- 2012: „Hebammen und Haftpflicht“ Domradio Köln (erster eigener Radiobeitrag)
- 2015/2016: „Analoge Meditationen“,  Serie aus Ministücken, Deutschland Radio Kultur, gefördert mit einem Hörspielstipendium der Filmstiftung NRW[16]
- 2015/2016: „Herzrasen, wie wir suchen, wenn wir die Liebe suchen“ (gemeinsam mit Bianca Künzel), Deutschland Radio Kultur gefördert mit einem Hörspielstipendium der Filmstiftung NRW[17]

## Eigene Arbeiten
- 2011: „Soll ich jetzt vielleicht weinen?“ eine theatralische Recherche zum Thema Arbeit mit Düsseldorfer Bürgern, Düsseldorfer Schauspielhaus, Idee, Konzept und Regie: Julie Bräuning und Urs Peter Halter[18][19]
- 2015: „Herzrasen“, ein Bürgerprojekt über den Klang der Liebe, Junges Schauspielhaus Düsseldorf, Stückentwicklung (Regie: Bianca Künzel)[20][21]
- 2015: „Analoge Meditationen“ – eine akustische Intervention von Julie Bräuning (Text / Konzept), mit Mario Marchisella (Musik) im Rahmen der Einzelausstellung Wir tun einfach, als ob wir nicht da sind von Marianne Halter (Zürich) Das Esszimmer, Bonn[16]

## Theater
- 2000–2005: Schauspielhaus Bochum, Arbeiten u. a. mit Helge Schneider, Niklaus Helbling, Jürgen Kruse, David Bösch, Stephan Rottkamp, Jürgen Giesing
- 2005: Schauspielhaus Zürich, Lucie De Beaune (Regie: Igor Bauersima), Romeo und Julia (Regie: David Bösch)
- 2006: Thalia Theater Hamburg, Viel Lärm um Nichts (Regie: David Bösch)
- 2007: Düsseldorfer Schauspielhaus, Libussa (Regie: Konstanze Lauterbach)
- 2007: Deutsches Theater Berlin, Box, After the End (Regie: Christoph Mehler)
- 2008: Schauspielhaus Zürich, Die Ratte (Regie: Roland Schimmelpfennig)
- 2009: Theater Luzern, Corpus Delicti (Regie: Samir)
- 2013: Schauspielhaus Zürich, Die Gottesanbeterin (Regie: Jörg Schwahlen)

## Filmografie (Auswahl)
- 2003: Mendy – das Wusical
- 2004: Jazzclub – Der frühe Vogel fängt den Wurm
- 2006: Klimt
- 2006: Die Österreichische Methode
- 2006: Akteur (Kurzfilm)
- 2007: Liebe und Wahn (Fernsehfilm)
- 2007: Auf der Strecke (Kurzfilm)
- 2008: Notruf Hafenkante – Auf schmalem Grat (Fernsehserie, eine Folge)
- 2008: Tatort – Brandmal (Fernsehreihe)
- 2009: Tag und Nacht (Fernsehserie, zwei Folgen)
- 2009: Drehpunkt (Kurzfilm)
- 2010: Der grosse Kater
- 2010: Bis es wieder dunkel wird (Kurzfilm)
- 2011: SOKO Köln – Der Todespfeil (Fernsehserie, eine Folge)